# アンティキティラ島の機械

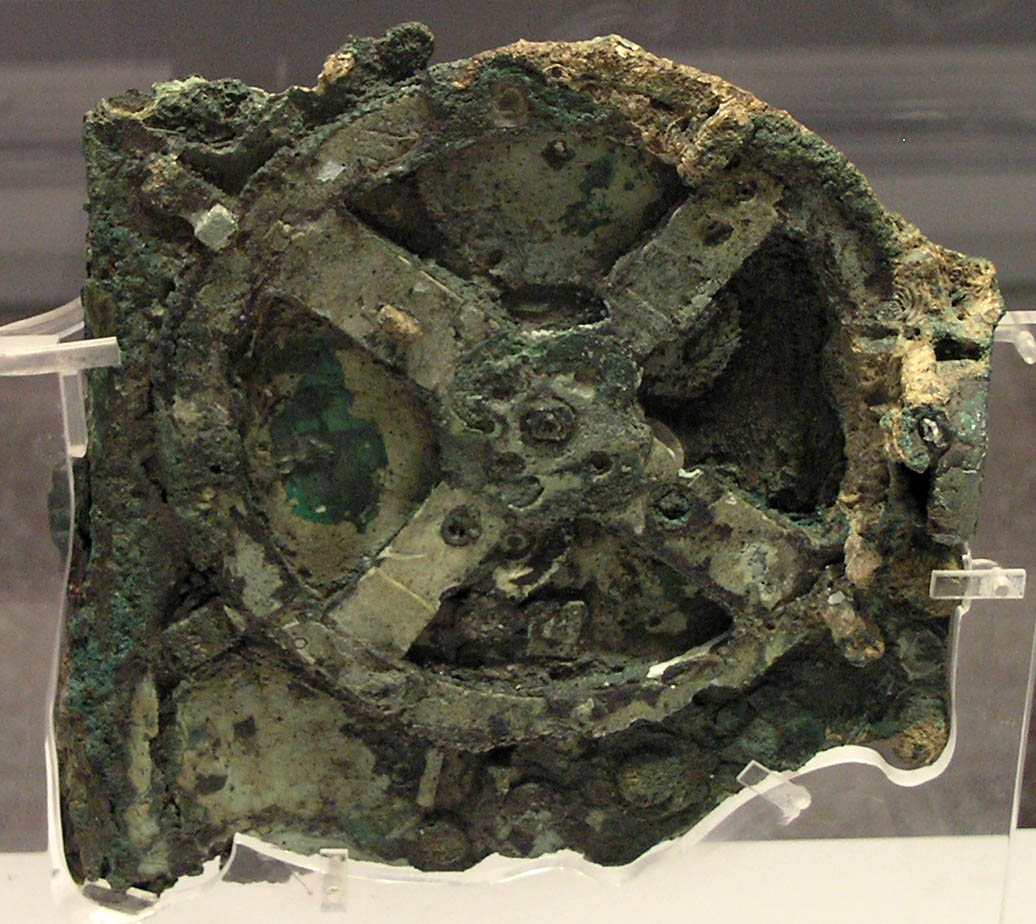
アンティキティラ島の機械

アンティキティラ島の機械（アンティキティラとうのきかい、希: Μηχανισμός των Αντικυθήρων, Mechanismós ton Antikythíron）は、アンティキティラ島近海の沈没船から発見された古代ギリシア時代の遺物で、天体運行を計算するため作られた手回し式の太陽系儀であると推定されている。オーパーツの一つ。

## 概要

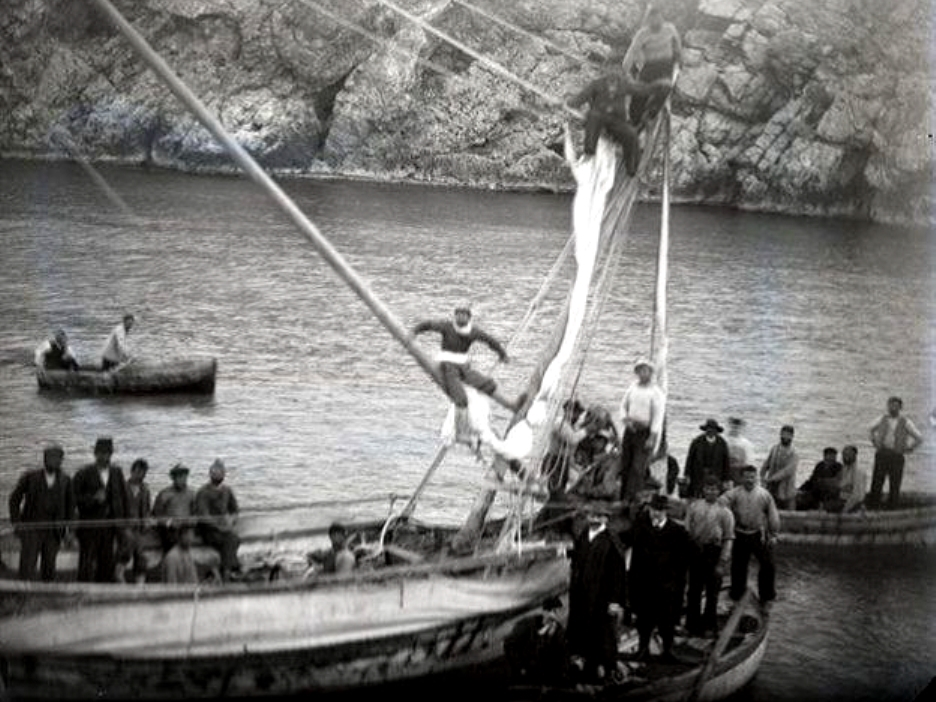
沈没船の引き揚げ

この機械は1901年に考古学者ヴァレリオス・スタイスによってアンティキティラの沈没船から回収された。ただし、その複雑さや重要性は何十年もの間気づかれることがなかった。紀元前3世紀ー紀元前1世紀中ごろの間に製作されたと考えられており、同様な複雑さを持った技術工芸品は、その1000年後まで現れることはなかった。
フランスの海洋学者ジャック＝イヴ・クストーは1978年に最後に沈没船を訪れている。しかし、「アンティキティラ島の機械」の残りの部分を発見するには至らなかった。アンティキティラ島の機械に関する最新の研究を指導しているカーディフ大学のマイケル・エドマンド教授は「この装置はこの種のものとしては抜きん出ている。デザインは美しく、天文学から見ても非常に正確に出来ている。機械の作りにはただ驚嘆させられるばかりだ。これを作った者は恐ろしく丁寧な仕事をした。歴史的にまた希少価値から見て、私はこの機械はモナ・リザよりも価値があると言わねばならない」としている。
この発見により、古代ギリシア文明は考古学者による従来の想定よりも文明力が優れていることが明らかになった。
実物はアテネ国立考古学博物館の青銅器時代区画にデレク・デ・ソーラ・プライスによる復元品と共に展示されている。その他の復元品は米国モンタナ州ボーズマンのアメリカ計算機博物館、マンハッタン子供博物館に収められている。

## 起源
発見場所やすべての使用説明がコイネーで書かれていることなどからギリシャで作られたことはほぼ間違いなく、製作時期は紀元前3世紀ー紀元前1世紀中ごろの間に入るとされる。構造が非常に精巧であるので、古代の著名な科学者が作成にかかわった可能性がある。例えば、本機械の製作を、天文学と数学の中心として知られたロドス島と結びつける仮説がある。当地では天文学者ヒッパルコスが活躍し、またストア哲学者ポセイドニオスにより設立されたアカデミーがあった。ただし、歯車に書かれた日付から年代が紀元前205年以前（すなわちこれらの人物以前）に遡るともいわれる。また、2008年6月30日発行の『ネイチャー』で発表されたアンティキティラ島の機械研究プロジェクトの最新の報告では、機械の概念は古代コリントスの植民地に起源をたどることができるとし、アルキメデスとの関係も示唆されている。
この機械が沈没船に載せられた経緯は不明である。研究者たちによると、沈没した船は当時この機械をユリウス・カエサルによる凱旋式で称えるため、この島から略奪されたその他の財宝と共にローマに運ぶ途中だったのではないかと考えている。
機械の作りが完璧なため、発見されていない試作品や類似の機械の存在が予想される。多くの歯車が組み合わさっており、最古のアナログ計算機と呼ぶ人もいる。

## 機能

内部構造

アンティキティラ島の機械は最古の複雑な科学計算機と考えられている。縮小化と部品の複雑さには特筆すべきものがあり、18世紀の時計と比較しても遜色ない程である。30以上の歯車を持つ（マイケル・ライトの主張によれば72個（後述））。歯車の歯は正三角形である。クランク（現在は失われている）を回転させると機構が太陽、月やその他の天体の位置を計算する。機械の目的は明らかに地上の観測者から見た天球に対する天体の位置を示す事である。紀元前3世紀初期にはアリスタルコスにより地動説が既に唱えられ、製作者がこれを知っていた可能性は高いが製作者が地動説、天動説のどちらかの考えを持っていたかどうかはこの機械からは判断出来ない。
装置には主な表示盤が3つあり、1つは前面に、2つは背面にある。前面の表示盤には2つの同心円状の目盛が刻まれている。外側のリングはソティス周期に基づく365日のエジプト式カレンダーまたはソティス年を表示する。内側の目盛りにはギリシャの黄道十二星座の記号が刻まれていて角度により区切られている。この暦ダイヤルを4年に1回1日分戻すことにより実際の1太陽年（約365.2422日）との誤差を補正することができる。注目すべきは、最古のうるう年を含んだ暦であるユリウス暦の成立は、この機械が作られた100年後の紀元前46年だということである（しかも紀元後1世紀前半までうるう年は誤って運用されていた）。
前面の表示盤は少なくとも3つの針を持ち、1つは日付、残りは太陽と月の位置を示していた。月の表示針を動かして月軌道の真近点角が求められる。太陽についても同様の機能があると想像されるが、該当する歯車は発見されておらず定かではない。前面の表示盤には第二の機能として球体模型を使った月相表示機能がある。
機械に刻まれた文字には火星と水星に関する記述があり、製作者には確かにそれらの惑星の位置を示す歯車を盛り込める十分な技術があったように思われる。この機械は当時のギリシャ人が知り得た5惑星全ての位置を表せたとも推測されている。そのような機能に該当する歯車は1つだけしか発見されておらず、その他の歯車の用途は未解明である。
前面の表示盤には近代的なギリシャの生活暦の前身であるパラペグマ（古希: παράπηγμα - parápēgma）が含まれており、特定の星の出没を記すために使われた。機械に刻まれた対照表を見ることで割り当てられたギリシャ文字から天体を知ることができたと考えられている。
背面上部の表示盤の目盛は螺旋状に配置されており、235朔望月を19太陽年とするメトン周期を表現するために1周47目盛りとなっている。メトン周期は暦を修正するために重要である。背面下部の表示盤の目盛も螺旋状に配置されており225の目盛りでサロス周期を表し、さらに付随した表示盤で54年（3サロス周期、古希: ἐξέλιγμος）を表現する。サロス周期はカルデア人により発見され日食や月食が起こる日を予測するのに用いられる周期である。1サロス周期は6,585.3212日（約18年10日8時間）である。
英国、ギリシャ、米国からの専門家から成る、アンティキティラの機械研究プロジェクトは2008年7月に、76年のカリポス周期を表すと考えられている青銅の表示盤上に「Olimpia」の文字を発見した。これは古代ギリシャのオリンピックの開催日を示すと考えられている。BBCニュースは以下のように伝えた。

"その表示盤の4区画には年を表す数字と二つのPanhellenic競技祭典の名が刻まれていた。Panhellenic競技祭典とは冠祭典である四大競技祭典（イストミア、ネメア、オリンピア、ピューティア）と、不定期に開催されたNaa（ドドナで開催）ともう一方は名称不明の二つの祭典からなる古代ギリシャの全国的な競技祭典のことである。"

## 使用目的に関する推測
設計者は天体の位置を計算するために天体運行の理論まで知っている必要はなかった。バビロンの天体計算式「システムB」が紀元前260年までには考案され、ギリシャに受け継がれていたのである。当時ごく少数の、太陽と月とその他の天体の運行の基礎が理解できる教育された知識人と、教養のない庶民との間には科学と文化において大きな隔たりがあった。
キケロ、プリニウス、プラトン、小セネカ、プトレマイオス、アリストテレスなどによる多くの古代資料によると庶民は日食や月食を超自然現象と見なし、恐れていたとされる。「…無教養な者はたやすくそれら（日食など）を混乱や凶事の前触れと考えた」。
プライスは、この機械が博物館やロドス島の公会堂で一般に向け展示されていた可能性があるとしている。ロドス島は機械工学、特にロドス島民の専門技術であるオートマタ（機械人形）の展示で知られていた。古代ギリシャの9歌唱詩人の一人ピンダロスは著作「オリンピック叙情詩」の第7巻においてロドス島について次のように言及している。

"The animated figures stand（命を与えられた人形が立っている）

Adorning every public street（あらゆる街角を飾って）

And seem to breathe in stone, or（石の中で息をするように）

Move their marble feet.（大理石の足を動かすように）" 

だが、この説に対しては以下のような反論がある。
1. 展示用には小さい。設計者は小型化（現代のラップトップコンピューターと比較されてきた）を意図していたようであり、結果として前後の表示盤は公共の場での表示用には小さすぎる。アテネの風の塔との単純比較からすると、アンティキティラ島の機械の製作者は固定された場所（大学、寺院、博物館、公会堂など）での展示よりも携帯性を追求していたように思われる。
2. 機械には扉のような板が付属しており、そこには少なくとも2,000以上の文字が刻まれていた。この板は研究プロジェクトでは時折、取扱説明書と言われているものである。機械に説明書がきちんと付随していることから、この機械は個人用の携帯機器であると容易に想像される。
3. 説明書が存在することからはさらに、この機械が科学と機械工学の専門家の手により、非専門家の旅行者のために作られたのではないかと推測できる。

以下の理由からこの機械は航海術の用途を目的としていなかったと思われる。
1. 食の予想など航海に必要ない機能を持つ。
2. 海上の厳しい環境下では歯車が容易に錆びてしまい、すぐに使用不能になる。

この機械はメトン周期に追従し、日食を予測し、古代オリンピック競技会の日取りを計算できた、という新たな発見が2008年7月30日学術誌ネイチャーに掲載された。
機械に刻まれた文は、ケルキラ島があるギリシャ北西部のイリュリアとイピロスの暦の月の名称とよく合っている。

## 古代文献に見られる同様の装置
キケロによる紀元前1世紀ごろの哲学対話集『国家論』には、太陽、月、その他当時知られていた5つの惑星の動きを予測する2つの装置についての記述があり、これらは現在ではある種のプラネタリウムもしくは太陽系儀を指していると考えられている。これらの機械はアルキメデスにより作られ、紀元前212年のシラクサの包囲における彼の死後、ローマの将軍マルクス・クラウディウス・マルケッルスの手でローマに運ばれた。マルケッルスはアルキメデスに敬意を表し、2つの機械の片方を唯一の戦利品として持ち帰った（もう一方はバータス神殿に供された）。機械はマルケッルス家の家宝とされ、キケロはフィラス（スキピオ・アエミリアヌスの別荘で紀元前129年にあったとキケロが想像した会話の参加者）にガイウス・スピルキウス・ガルス（マルケッルスの甥と共に紀元前166年に執政官を勤め、日食と月食についての書物を記した最初のローマ人としてガイウス・プリニウス・セクンドゥスに称された人物）が機械について「覚えた説明」を語り、機械を動かして見せた、と言わせている。

hanc sphaeram Gallus cum moveret, fiebat ut soli luna totidem conversionibus in aere illo quot diebus in ipso caelo succederet, ex quo et in [caelo] sphaera solis fieret eadem illa defectio, et incideret luna tum in eam metam quae esset umbra terrae, cum sol e regione

ガルスがその球体を動かすと、地球内部で回った分だけそのブロンズ（の仕掛け）の上を月は太陽を追いかけて回った。また空中で太陽の球体と月が列を成し、月が地球（上）に（その）影を落とす位置に来て日食を作り出した。

よって、少なくとも一つ以上のアルキメデスの機械がおよそ紀元前150年の時点まで機能していた。そしてその機械は、おそらくかなりアンティキティラ島の機械と似ていた（ガルスの興味と、『国家論』の記述が天文学上の出来事、特に日食に関連しているという事実から考えて）。パップスはアルキメデスはその組み立てを失われた著書On Sphere-Makingに記したとしている。アレキサンドリア図書館から現代に伝わる文献には、アルキメデスの多くの創作物（そのうちのいくつかは単純な下書き）についての記述がある。そのうちの1つはオドメーターで、これは後にローマ人がマイルストーンを設置する際に使用されたものと同じモデルである（ウィトルウィウス、アレクサンドリアのヘロン、皇帝コンモドゥスの時代に記述されている）。下書きに描かれた装置の数々は機能するように見えたが、実機の製作には成功していない。図中の歯車の歯は四角だったが、それをアンティキティラ島の機械タイプの、角度のついた歯に換えると機械は完璧に作動した。これはアレクサンドリア図書館が焼失した際に失われた、アルキメデスによる書物に記されていた1つの例であるのか、彼の発見に基づいて作られた機械なのか、あるいはアルキメデスは全く関係していないのかは議論の余地がある。
もしキケロの説明が正しければ、この技術は紀元前3世紀には存在していたことになる。アルキメデスの装置はまた4世紀から5世紀にかけて、ラクタンティウス（Divinarum Institutionum Libri VII）、クラウディアヌス（In sphaeram Archimedes）、プロクロス（エウクレイデスの『原論』に対する注釈）ら後期ローマ時代の作家たちに言及されている。
キケロはまた、「最近」友人のポセイドニオスがもう一つ同様の装置を作った、と以下のように述べている。「…回転するたびに、太陽と月と5つの動く星々（惑星）の動きを、毎日天に昼と夜をもたらすのとほぼ同じように作り出した…」
これらの装置のうちのひとつが、難破船から発見されたアンティキティラ島の機械であるとは考えにくい。なぜなら、アルキメデスによって作られ、キケロが言及した2つの機械は、ともに船が難破したと推定される時点よりも、少なくとも30年以後にローマに存在していたからであり、3番目に挙げた機械は船が難破した当時はポセイドニオスの手中にあったことはまず間違いない。結局、知られている限り少なくとも4つの同様な装置が存在していた。アンティキティラ島の機械を復元した現代の科学者たちは、この機械が一度作られただけのものにしては作りが洗練されすぎていると考えている。
キケロの記述にあるようにアンティキティラ島の機械は唯一の存在ではないかもしれない。その仮説は、古代ギリシャの複雑な機械装置の伝統は、後にイスラム世界に伝えられ、中世に工学者と天文学者によって同様の複雑な機械装置が作られた、というアイデアを支持する。9世紀初期にカリフの指示により記されたBanū Mūsāの『Kitab al-Hiyal（精巧な装置）』には、100を超える機械装置に関する記述がある。それらの装置のうちいくつかの起源は、僧院に保存されていた古代ギリシャ語の書物にまで遡る。同様に複雑な天文装置が11世紀以降アル・ビールーニーとその他のイスラム天文学者によって作られている。

## 調査と復元

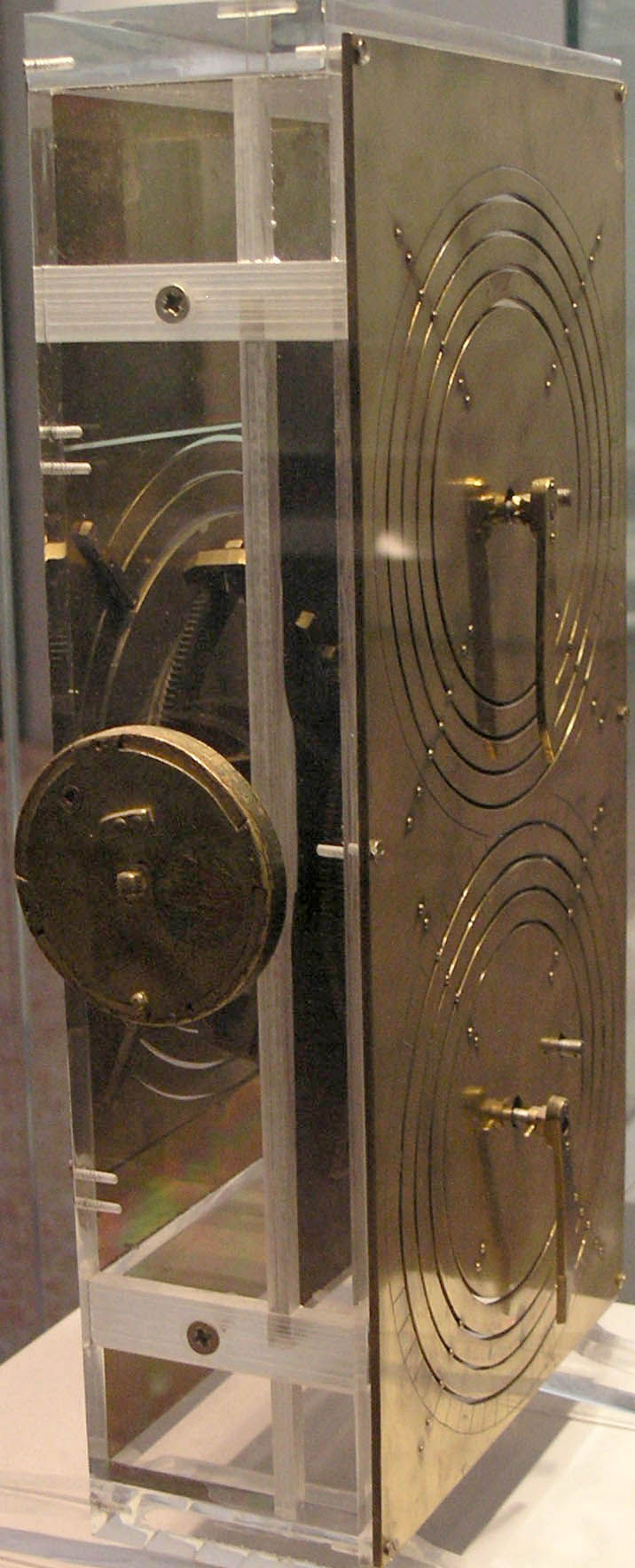
アンティキティラ島の機械復元品。アテネ国立考古学博物館所蔵。（デレク・デ・ソーラ・プライスのモデルを元にロバート・J・デロスキが作成）

アンティキティラ島の機械は、歯車が使われた世界最古の機械の1つである。その発見以来、科学史と技術史の研究者たちを魅了し困惑させ続けてきた。デレク・J・デ・ソーラ・プライス（とCharalampos Karakalos）、アラン・ジョージ・ブロムリー（とフランク・パーシバル、マイケル・ライト、バーナード・ガードナー）、マイケル・ライト、アンティキティラ島の機械研究プロジェクトとギリシャの数学者ディオニシオス・キラリスなどの人々やグループがアンティキティラ島の機械の知識と理解の向上に貢献してきた。

### デレク・デ・ソーラ・プライスによる調査
何十年にも及ぶ機械の洗浄の後、英国の科学史家デレク・デ・ソーラ・プライスが1951年に系統的調査に取り掛かった。プライスは「時計以前の時計仕掛け」また、「時計の起源」についていくつかの論文を発表した後、1959年6月アンティキティラ島の機械についての最初の著名な論文となった「古代ギリシャのコンピュータ（An Ancient Greek Computer）」を発表した。この論文は科学雑誌『サイエンティフィック・アメリカン』の巻頭論文として掲載された。アーサー・C・クラークのTV番組「Arthur C. Clarke's Mysterious World」の第三章の最後によると、彼の勧めによって掲載されたとされる。この論文中でプライスは、アンティキティラ島の機械は恒星と惑星の動きを計算するための装置であり、知られる限り最古のアナログコンピュータであるとの説を展開した。その時点までは、この機械は何らかの天文に関する装置、おそらくは天体観測にもちいられたアストロラーベだったと認識されていたが、機能についてはほとんど知られていなかった。1971年、当時エール大学初の科学史のアバロン教授となっていたプライスは、ギリシャの国立研究センター「DEMOKRITOS（デモクリトス）」の原子核物理学の教授であったCharalampos Karakalosと協力することになった。Karakalosはガンマ線とX線の両方でアンティキティラ島の機械を撮影し、内部構造について重要な知見を得た。1974年プライスは論文「ギリシャからの歯車：アンティキティラの機械－紀元前80年ごろのカレンダーコンピュータ（Gears from the Greeks: the Antikythera mechanism — a calendar computer from ca. 80 B.C.）」の中で、どのようにこの機械が動作しうるかというモデルを提示した。プライスのモデルは装置の復元への最初の論理的な試みとなった。彼のモデルでは、前面の表示盤は、太陽と月が黄道十二星座を通過してゆく、1年間の経過をエジプト暦に対して表す。また背面上部の表示盤は4年の周期を表示し、付随の表示盤は235朔望月から成るメトン周期、すなわち約19太陽年を示す。さらに背面下部の表示盤は1朔望月の周期を示し、二次的な表示盤は12朔望月から成る太陰年を表す。プライスの提言の中で特筆すべきことは、アンティキティラ島の機械は角速度を加減できる差動歯車を装備し、月の動きの効果から太陽の動きの効果を差し引いて、月の満ち欠けを計算することができた、とする点である。

### アラン・ジョージ・ブロムリーによる調査
オーストラリアのコンピュータ科学者アラン・ジョージ・ブロムリー（シドニー大学）と、シドニーの時計職人フランク・パーシバルにより、プライスの復元品の独創的な改良型が作られた。ブロムリーはマイケル・ライトと協力して新たな、より精度の高いX線画像を撮影し続けた。そのうちのいくつかは1993年ブロムリーの学生バーナード・ガードナーにより研究された。

### マイケル・ライトによる調査
以前ロンドンのサイエンス・ミュージアムで機械工学の学芸員を務め、その後インペリアル・カレッジ・ロンドンに移ったマイケル・ライトは、オリジナルの断片について全く新たな調査研究をブロムリーと共に行った。彼らは、定年後コンサルタントをしていた放射線学者アラン・パートリッジの提案を受けて、線形X線断層影像法と呼ばれる技術を用いた。ライトはこの線形断層撮影のための装置を設計・製作して、部分的二次元X線画像の撮影を可能にした。この調査の初期の結果は1997年に発表され、プライスの復元には根本的な不備があることを示した。新たな画像の更なる研究により、ライトはいくつかの仮説を展開した。第一に、プライスが「ギリシャからの歯車」で提唱した、この機械はプラネタリウムとして使われたというアイデアを発展させた。ライトのプラネタリウムは単に太陽と月だけでなく、内惑星（水星、金星）、外惑星（火星、木星、土星）の運行も表した。ライトは太陽と月はヒッパルコスの理論に基づいて動き、五つの惑星はアポロニウスの唱えた単純な周転円説に従って動いたと提唱した。実証として、ライトはアンティキティラ島の機械に見られるレベルの技術を用いて、プラネタリウムの実用模型を作った。ライトはまた歯車の数をプライスの言う27から31に変更した。その内の一つは月相表示の一部と目されていた部分Cに属するものであった。この装置は銀めっきされた球体により月の満ち欠けを示したが、これは太陽と月の年周期の差動回転により実現されていた、とライトは提唱した。これは同種の機構の登場をこれまで知られていたよりも1,500年早めることになる。さらに正確な歯車の歯数が得られ、新たな歯車の理論展開を可能にした。この更に正確な情報により、ライトは、背面上部の表示盤は5回転で235朔望月からなるメトン周期を表す、というプライスの鋭い仮説を確認するに至った。加えてライトは、背面の二つの主表示盤は螺旋図形を表していた、という画期的なアイデアを提唱した。背面上部の表示盤は一回転が47目盛りを持った5回転の螺旋であり、235朔望月のメトン周期（約19太陽年）を視覚的に表していた。その補助表示盤は一周期19年の周期を4回を数え上げ、76年周期のカリポス周期を示すという断片的な文字列を発見した。
より不明瞭な観察結果に基づいてではあるが、背面下部の表示盤は交点月を数え、おそらく日食の予測に用いられたと結論付けた。以上の発見は全てライトの復元模型に取り入れられ、全ての機能を1つの機体に作りこめることが可能なだけでなく、動作することも証明した。線形断層影像法によりかなり改善された画像を得たにもかかわらず、ライトは既知の歯車の全てを、1つの完結した機械として組み合わせることができなかった。そのことから彼は、いくつかの機能は取り除かれたり付加されたりして改造された、という結論に至った。数々の研究成果を挙げて、最終的にライトはプライスの唱えた差動装置の存在仮説を否定した。マイケル・ライトの研究は、アンティキティラ島の機械研究プロジェクトと平行して行われている。アンティキティラ島の機械研究プロジェクトの最新の結果である、月の角速度異常を見事に再現する、歯車に付随するピンと溝の機能を盛り込むために、最近ライトは彼のモデルをわずかに改良した。2007年3月6日、ライトはアテネの国立ヘレニック研究基金（National Hellenic Research Foundation）に彼の復元模型を提供した。

### アンティキティラ島の機械研究プロジェクト
この機械の研究は現在、アンティキティラ島の機械研究プロジェクトにより進められている。このプロジェクトは、カーディフ大学（M. Edmunds, T. Freeth）、アテネ大学（X. Moussas, Y. Bitsakis）、テッサロニキ大学（J.H. Seiradakis）、アテネ国立考古学博物館、英X-Tek、および米ヒューレット・パッカードが、リバーハルム財団からの資金とギリシャナショナル銀行の支援による共同プログラムである。海底から引き上げられたオリジナルは壊れやすく、博物館から移動することは出来ないので、ヒューレット・パッカードの研究チームとX-Tekは、測定装置をギリシャまで輸送しなければならなかった。ヒューレット・パッカードは「PTMドーム」と呼ばれる三次元表面撮影装置を、測定のために機械の周囲に組み上げた。X-Tekは12トン、450kVのコンピュータ制御微小焦点断層撮影装置を、この研究のために特別開発した。2005年10月21日にアテネにおいて、アンティキティラ島の機械の新たな部品が発見されたとの発表があった。現在82個の断片が存在する。新たな部品のほとんどは静置され、保存処理を待っている状態である。2006年5月30日、撮影システムにより更なるギリシャ文字の解読が進んだことが発表された。判読可能な文字は約1,000文字から2,610文字に増えた。これは現在までに発見された文字の約95%に相当する。研究チームの発見は、アンティキティラ島の機械の機能と目的に関する疑問に対して、新たな光を投げかけるものとなった。研究は継続中である。最初の結果は2006年11月30日と12月1日のアテネでの国際学会で発表された。

#### 最近の発見
2006年11月30日学術雑誌ネイチャーは、アンティキティラ島の機械研究プロジェクトによる新たな復元模型の完成を報じた。この復元は上述した高分解能X線断層撮影に基づいたものである。この研究により判読可能な文字数は倍増し、以前の解釈は修正され、新たな解読がなされた。それにより機械は紀元前100年頃のものであるとされた。機械に刻まれた文には天文学、機械学、地理学の項目に分かれたマニュアルが含まれていることが明白となった。文中の「ヒスパニア（ギリシア語: ΙΣΠΑΝΙΑ）」はこの呼び名でのイベリア（スペイン）に対する最古の引用文である。新たな発見により、この機械が天体の位置を予測するためのアナログ天文計算機もしくは太陽系儀であることが裏づけられた。
調査の結果から、この機械は37個の歯車を持ち（30個が現存）、太陽と月の位置を予測するために用いられた、と推測された。惑星の静止する点（留）に言及している文章があることから、研究者らは惑星運動も表していたかもしれないと考えている。前面には、太陽と黄道十二星座のための目盛りがあり、太陽と月の位置、月相、そしておそらく惑星の運行を示す針があった。背面には（2つの中心を持ち半円で構成されている）2つの表示盤があり、さらに2つの重要な天文学上の周期の状態を示していた。その1つは太陽、月、地球が同じ相対的位置関係になる18年周期、もう1つはより正確な3サロス周期、54年と1日（日食の予測に必須）である。また別の目盛りがあり、メトン周期（19年、235朔望月）とより正確な約76年の940朔望月の周期であるカリポス周期を示していた。わずかにずれた軸と溝に入ったピンとで連結された二つの歯車を含む、画期的な歯車群により月の位置と月相が示される。ヒッパルコスの理論と、角速度に関するケプラーの第二法則の良好な近似に従って月の移動速度は変化し、近地点近くでは速く、遠地点は遅くなる（ケプラーの法則の項を参照）。
2008年7月31日、「ネイチャー」に機械に関する更なる詳細を報告する論文が掲載された。この論文において、他の様々な発見と共に、この機械には、4分割され、1区画が1年で、全体として4年周期を示す表示盤がある事実が提示された。この表示盤はそれぞれの年に開催される、2年もしくは4年周期の（古代オリンピックのような）競技祭典を表していると考えられている。月の名称が読み取れ、それらはコリントスの植民地（また結果的にコリントスと、直接的な証拠があまり残っていないシラクサと以前より推定されている）で使われていたものであった。研究者たちはこの装置はシラクサ人によりデザインされ、アルキメデスの功績に由来しているのかも知れない、と示唆している。